# Кара-Озек
Кара́-Озе́к (каз. Қараөзек, до 199? г. — Кали́нино) — село в Аккольском районе Акмолинской области Казахстана. Входит в состав Новорыбинского сельского округа. Код КАТО — 113249200.

## География
Село расположено в центральной части района, на расстоянии примерно 35 километров (по прямой) к востоку от административного центра района — города Акколь, в 20 километрах к северо-востоку от административного центра сельского округа — села Новорыбинка.
Абсолютная высота — 362 метров над уровнем моря
Ближайшие населённые пункты: село Курылыс — на юге, село Азат — на севере.

## Население
В 1989 году население села составляло 559 человек (из них казахи — 100 %).
В 1999 году население села составляло 329 человек (169 мужчин и 160 женщин). По данным переписи 2009 года, в селе проживало 217 человек (119 мужчин и 98 женщин).
| Численность населения | Численность населения | Численность населения |
| 1989                  | 1999                  | 2009                  |
| --------------------- | --------------------- | --------------------- |
| 559                   | ↘329                  | ↘217                  |

## Улицы[5]
- ул. Ардагерлер
- ул. Жасыл